# Carruthersia latifolia
Carruthersia latifolia là một loài thực vật có hoa trong họ La bố ma. Loài này được Gillespie mô tả khoa học đầu tiên năm 1930.